# Øyeren
Der Øyeren ist der neuntgrößte Binnensee Norwegens. Er befindet sich in den Kommunen Indre Østfold, Lillestrøm, Rælingen und Enebakk in den Fylkern Akershus und Østfold. Zu- und Abfluss ist die Glomma.
Zusammen mit den Flüssen Leira und Nitelva bildet die Glomma das größte Binnendelta am nördlichen Ende des Sees; Teile dieses Feuchtgebiets wurden zum Naturreservat erklärt (1975: Nordre Øyeren Naturreservat und 1992 Sørumsneset Naturreservat).

## Fauna
24 verschiedene Fischarten wurden im Øyeren registriert, damit ist der Øyeren der See mit den meisten Arten in Norwegen. Vor dem Aufstau der Glomma fanden sich auch Aale und Lachse im Øyeren. Diese sind jetzt dort verschwunden.